# Bucéels
Bucéels é uma comuna francesa na região administrativa da Normandia, no departamento Calvados. Estende-se por uma área de 4,82 km². Em 2010 a comuna tinha 426 habitantes (densidade: 88,4 hab./km²).